# Мелані Сміт (вершниця)
Мелані Сміт (англ. Melanie Smith, 23 вересня 1949) — американська вершниця.
Олімпійська чемпіонка 1984 року в командному конкурі.
Переможниця Панамериканських ігор 1979 року в командному конкурі.